# Nagu
Nagu (Fins: Nauvo) is een voormalige gemeente in de Finse provincie West-Finland en in de Finse regio Varsinais-Suomi. De gemeente had een totale oppervlakte van 244 km² en telde 1424 inwoners in 2003.
In 2009 ging de gemeente op in Pargas.
Nagu was een tweetalige gemeente met Zweeds als meerderheidstaal (± 75%) en Fins als minderheidstaal.
Op 9 oktober 1771 zonk voor de kust van Nagu de Vrouw Maria, een Nederlands zeilschip onderweg van Amsterdam naar Sint-Petersburg, met aan boord onder meer een lading Hollandse meesters bestemd voor Catharina II van Rusland.

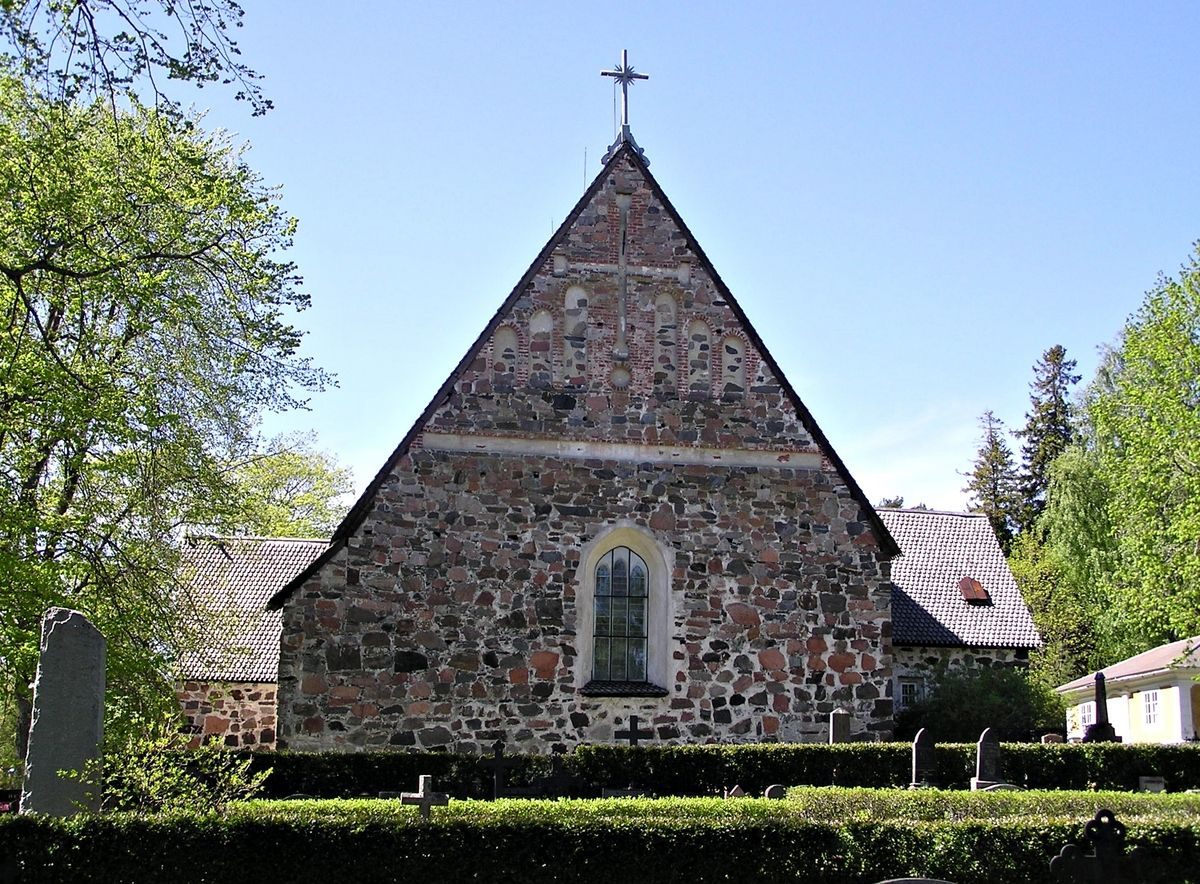
De kerk van Nagu

Aura · Kaarina · Kimitoön · Koski Tl · Kustavi · Laitila · Lieto · Loimaa · Marttila · Masku · Mynämäki · Naantali · Nousiainen · Oripää · Paimio · Pargas · Pyhäranta · Pöytyä · Raisio · Rusko · Salo · Sauvo · Somero · Taivassalo · Turku · Uusikaupunki · Vehmaa
Voormalige gemeenten:
Alastaro · Angelniemi · Askainen · Dragsfjärd · Halikko · Hitis · Houtskär · Iniö · Kakskerta · Kalanti · Karinainen · Karjala · Karuna · Kimito · Kiikala · Kisko · Korpo · Kuusisto · Kuusjoki · Lemu ·   Loimaan kunta · Lokalathi · Maaria · Mellilä · Merimasku · Metsämaa · Mietoinen · Muurla · Naantalin maalaiskunta · Nagu · Paattinen · Pargas · Pargas landskommun · Perniö · Pertteli · Piikkiö · Pyhämaa · Rymättylä · Särkisalo · Somerniemi · Suomusjärvi · Tarvasjoki · Uskela · Uudenkaupungin maalaiskunta · Vahto · Västanfjärd · Velkua · Yläne